# أركيي كليوني (كورينثيا)
أركيي كليوني (Αρχαίαι Κλεωναί) هي مدينة في كورينثيا في مقاطعة كينتريكي إلادا في اليونان.
يبلغ عدد سكانها حوالي 1092 نسمة.